# Sleepy Man Banjo Boys
Sleepy Man (Sleepy Man Banjo Boys till slutet av 2014) är en Bluegrass-kvartett från New Jersey, USA, med bröderna Tommy (född 1998 – gitarr och bakgrundssång), Robbie (född 2000 – violin och sång) och Jonny (född 14 mars 2002 - banjo) Mizzone. Dessutom spelar Josh Thomas basgitarr.
De uppträdde bland annat i Late Show with David Letterman och några Bluegrassfestivaler i USA. En video på YouTube där de övade på att spela Earl Scruggs’ "Flint Hill Special" har visats över 7,8 miljoner gånger.. Den 20 augusti 2011 uppträdde Sleepy Man Banjo Boys för första gången i radioshowen Grand Ole Opry. I oktober 2011 lanserade de sitt första självutgivna album America’s Music. Deras andra album, The Farthest Horizon, lanserade de i oktober 2012. På detta album sjunger 13-årige barnbarnet till Bluegrasslegenden Everett Lilly, Ashley Lilly, på två låtar. I februari 2014 lanserade de singeln Run, där Robbie sjunger för första gången. I juni 2014 lanserade de sitt tredje album, By My Side, med en instrumentalsång och 5 låtar, där Robbie sjunger.  

## Diskografi

### Album
- 2011 – America's Music
- 2012 – The Farthest Horizon
- 2014 – By My Side

### Singlar
- 2014 – "Run"
- 2015 – "Same Same Stars"
- 2016 – "Your Smile"
- 2016 – "Feeling I’m Awake"